# Taraxacum aristum
Taraxacum aristum là một loài thực vật có hoa trong họ Cúc. Loài này được G.E.Haglund & G.Markl. miêu tả khoa học đầu tiên năm 1964.